# Ла Гранде (град, Орегон)
Ла Гранде (на английски: La Grande) е град в окръг Юниън, щата Орегон, САЩ. Ла Гранде е с население от 12540 жители (2006) и обща площ от 11,3 km². Намира се на 848,9 m надморска височина. ЗИП кодът му е 97850, а телефонният му код е 541.